# Васамбо (громада)
Васа́мбо (англ. Wasambo) — традиційна громада у складі дистрикту Каронга Північного регіону Малаві.
Населення — 72989 осіб (2018).